# Roosevelt (famiglia)
La famiglia Roosevelt è una famiglia statunitense che tra i suoi membri ha annoverato diversi esponenti politici e imprenditoriali di rilievo come i presidenti degli Stati Uniti d'America Theodore e Franklin Delano, nonché la First lady Eleanor Roosevelt. I Roosevelt furono tra i primi a stabilirsi nell'insediamento coloniale olandese di Nieuw Amsterdam, in quella che sarebbe diventata in seguito New York.

## Storia

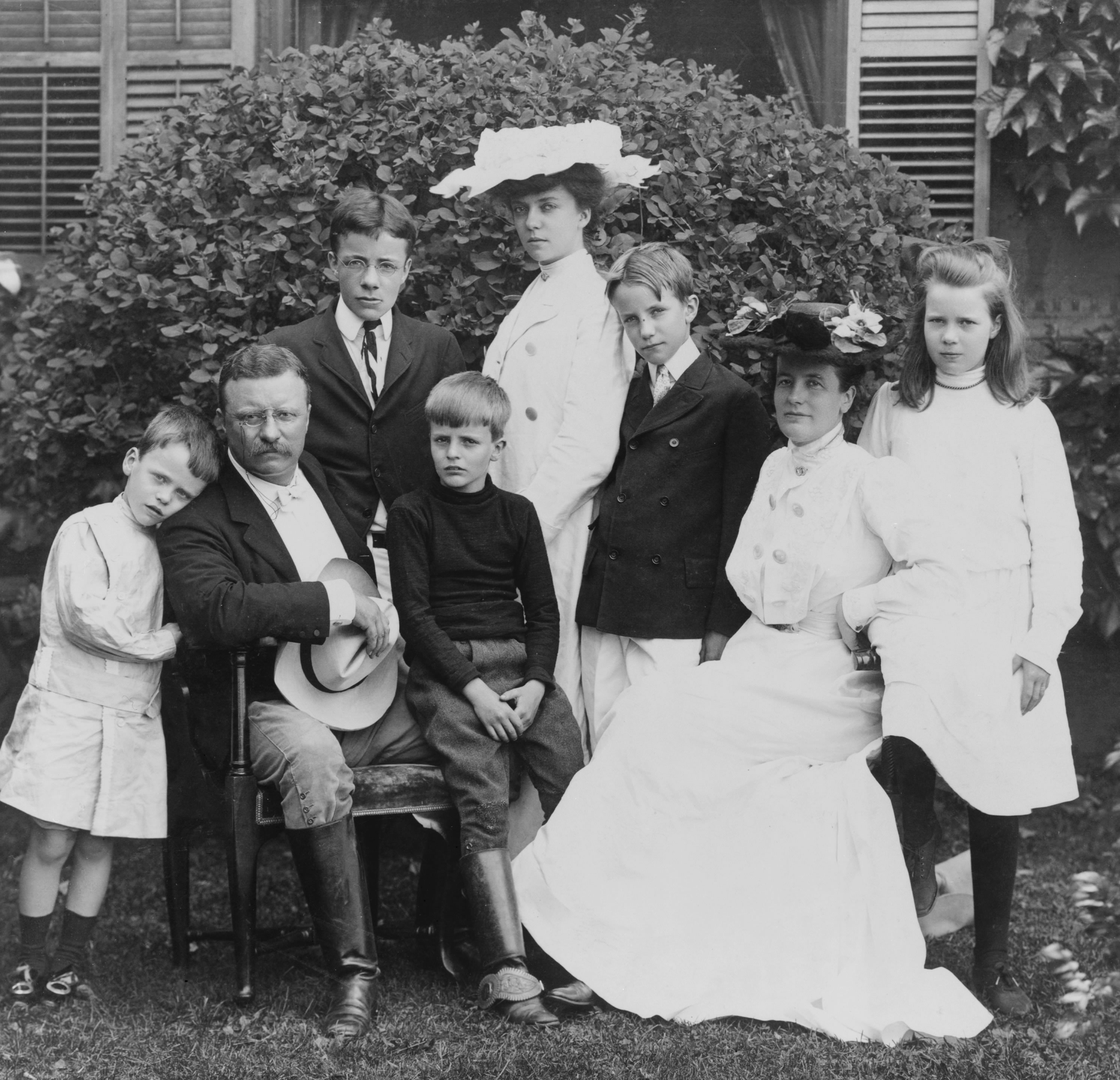
Theodore Roosevelt e la sua famiglia nel 1903.

### Van Rosevelts di Oud-Vossemeer
È stato suggerito che Claes van Rosenvelt possa essere stato imparentato con i Van Rosevelts di Oud-Vossemeer, che erano possidenti e nobili di provincia nella regione di Tholen dei Paesi Bassi. Mentre l'evidenza suggerisce che Claes van Rosenvelt, l'antenato della famiglia Roosevelt americana, arrivò effettivamente dalla regione di Tholen dove i Van Rosevelts erano proprietari terrieri, non esistono prove che dimostrano che egli sia legato alla nobile famiglia. Potrebbe essere semplicemente una coincidenza o Claes van Rosenvelt potrebbe aver scelto il nome di proposito a causa delle sue nobili origini o per onorare il proprio signore feudale, come era pratica comune per i contadini del tempo.

### Claes van Rosenvelt
Claes Maartenszen van Rosenvelt, l'antenato immigrato della famiglia Roosevelt, arrivò a Nieuw Amsterdam (l'attuale New York) tra il 1638 ed il 1649. Intorno all'anno 1652, acquistò una fattoria da Lambert van Valckenburgh comprendente ventiquattro morgen (quarantotto acri) in quella che è l'attuale Midtown Manhattan, compreso l'attuale sito dell'Empire State Building. La proprietà comprendeva grosso modo quello che oggi è l'area compresa tra Lexington Avenue e la Fifth Avenue dalla 29th St. e la 35th St.
Il figlio di Claes, Nicholas, fu il primo ad utilizzare l'ortografia Roosevelt ed il primo a detenere un incarico politico, come aldermanno. I suoi figli Johannes e Jacobus furono i progenitori dei rami di Oyster Bay e Hyde Park della famiglia. Dalla fine del XIX secolo, i Roosevelt di Hyde Park furono in genere associati al Partito Democratico e i Roosevelt di Oyster Bay con il Partito Repubblicano. Il Presidente Theodore Roosevelt, un Roosevelt di Oyster Bay, era cugino di quinto grado del Presidente Franklin Roosevelt. Nonostante le differenze politiche che portarono i membri della famiglia a fare campagna attivamente l'una contro l'altro, i due rami rimasero generalmente amichevoli. James Roosevelt conobbe sua moglie ad una raduno di famiglia dei Roosevelt nella casa della madre di Theodore, e Franklin il figlio di James sposò Eleanor la nipote di Theodore.
La famiglia Roosevelt è generalmente associata con lo stato di New York. La formazione all'Università Harvard è stata comune tra molti membri della famiglia Roosevelt.

## Albero genealogico
|                      |                      |                                                                     |                         |               |               |
|                      |                      | Claes Maartenszen van Rosenvelt -1659 (emigrato in America c. 1649) |                         |               |               |
|                      |                      |                                                                     |                         |               |               |
|                      |                      |                                                                     |                         |               |               |
|                      |                      | Nicholas Roosevelt 1658-1742                                        |                         |               |               |
|                      |                      |                                                                     |                         |               |               |
|                      |                      |                                                                     |                         |               |               |
| Johannes 1689-1750   | Johannes 1689-1750   | James Jacobus 1692-1776                                             | James Jacobus 1692-1776 | Nicholas 1687 | Nicholas 1687 |
|                      |                      |                                                                     |                         |               |               |
|                      |                      |                                                                     |                         |               |               |
| · ramo di Oyster Bay | · ramo di Oyster Bay | · ramo di Hyde Park                                                 | · ramo di Hyde Park     | Nicholas 1715 | Nicholas 1715 |
|                      |                      |                                                                     |                         |               |               |
|                      |                      |                                                                     |                         |               |               |
|                      |                      |                                                                     |                         | Nicholas 1758 |               |

### ramo di Oyster Bay
|                     |                          |                          |                      |                       |                       |                               |                               |                       |                       |                              |                              |                      |                                     |                                         |                                         |                               |                               |                           |                           |                                                        |                                                        |                         |                         |                      |                      |                    |                        |                         |                            |                            |                            |                             |                             |
|                     |                          |                          |                      |                       |                       |                               |                               |                       |                       |                              |                              |                      |                                     |                                         |                                         |                               |                               |                           |                           | Johannes 1689-1750                                     |                                                        |                         |                         |                      |                      |                    |                        |                         |                            |                            |                            |                             |                             |
|                     |                          |                          |                      |                       |                       |                               |                               |                       |                       |                              |                              |                      |                                     |                                         |                                         |                               |                               |                           |                           |                                                        |                                                        |                         |                         |                      |                      |                    |                        |                         |                            |                            |                            |                             |                             |
|                     |                          |                          |                      |                       |                       |                               |                               |                       |                       |                              |                              |                      |                                     |                                         |                                         |                               |                               |                           |                           |                                                        |                                                        |                         |                         |                      |                      |                    |                        |                         |                            |                            |                            |                             |                             |
|                     |                          |                          |                      |                       |                       |                               |                               |                       |                       |                              |                              |                      |                                     |                                         | Nicholas 1717                           | Nicholas 1717                 |                               | Cornelius 1731            | Cornelius 1731            |                                                        |                                                        |                         |                         |                      |                      | Jacobus 1724–1777  | Jacobus 1724–1777      |                         |                            |                            |                            |                             |                             |
|                     |                          |                          |                      |                       |                       |                               |                               |                       |                       |                              |                              |                      |                                     |                                         |                                         |                               |                               |                           |                           |                                                        |                                                        |                         |                         |                      |                      |                    |                        |                         |                            |                            |                            |                             |                             |
|                     |                          |                          |                      |                       |                       |                               |                               |                       |                       |                              |                              |                      |                                     |                                         |                                         |                               |                               |                           |                           |                                                        |                                                        |                         |                         |                      |                      |                    |                        |                         |                            |                            |                            |                             |                             |
|                     |                          |                          |                      |                       |                       |                               |                               |                       |                       |                              |                              |                      |                                     |                                         | Nicholas 1747                           | Nicholas 1747                 |                               | Elbert 1767-1857          | Elbert 1767-1857          |                                                        |                                                        | James Jacobus 1759–1840 | James Jacobus 1759–1840 |                      |                      |                    |                        |                         |                            |                            | Nicholas 1767–1854         | Nicholas 1767–1854          |                             |
|                     |                          |                          |                      |                       |                       |                               |                               |                       |                       |                              |                              |                      |                                     |                                         |                                         |                               |                               |                           |                           |                                                        |                                                        |                         |                         |                      |                      |                    |                        |                         |                            |                            |                            |                             |                             |
|                     |                          |                          |                      |                       |                       |                               |                               |                       |                       |                              |                              |                      |                                     |                                         |                                         |                               |                               |                           |                           |                                                        |                                                        |                         |                         |                      |                      |                    |                        |                         |                            |                            |                            |                             |                             |
|                     |                          |                          |                      |                       |                       |                               |                               |                       |                       |                              |                              |                      |                                     |                                         |                                         |                               |                               | Clinton 1804-1898         | Clinton 1804-1898         | Cornelius 1794-1871                                    | Cornelius 1794-1871                                    | William Henry 1806–1869 | William Henry 1806–1869 | James John 1795–1875 | James John 1795–1875 |                    |                        |                         |                            |                            | Samuel 1813-1878           | Samuel 1813-1878            |                             |
|                     |                          |                          |                      |                       |                       |                               |                               |                       |                       |                              |                              |                      |                                     |                                         |                                         |                               |                               |                           |                           |                                                        |                                                        |                         |                         |                      |                      |                    |                        |                         |                            |                            |                            |                             |                             |
|                     |                          |                          |                      |                       |                       |                               |                               |                       |                       |                              |                              |                      |                                     |                                         |                                         |                               |                               |                           |                           |                                                        |                                                        |                         |                         |                      |                      |                    |                        |                         |                            |                            |                            |                             |                             |
|                     |                          |                          |                      |                       |                       |                               |                               |                       |                       |                              |                              |                      | Theodore Sr. 1831–1878              | Theodore Sr. 1831–1878                  |                                         |                               |                               |                           |                           |                                                        |                                                        |                         |                         | Silas Weir 1823-1870 | Silas Weir 1823-1870 |                    |                        | James Alfred 1825–1898  | James Alfred 1825–1898     | Nicholas Latrobe 1847-1892 | Nicholas Latrobe 1847-1892 | Samuel Montgomery 1858-1920 | Samuel Montgomery 1858-1920 |
|                     |                          |                          |                      |                       |                       |                               |                               |                       |                       |                              |                              |                      |                                     |                                         |                                         |                               |                               |                           |                           |                                                        |                                                        |                         |                         |                      |                      |                    |                        |                         |                            |                            |                            |                             |                             |
|                     |                          |                          |                      |                       |                       |                               |                               |                       |                       |                              |                              |                      |                                     |                                         |                                         |                               |                               |                           |                           |                                                        |                                                        |                         |                         |                      |                      |                    |                        |                         |                            |                            |                            |                             |                             |
|                     |                          |                          |                      |                       |                       | Theodore "T.R." Jr. 1858–1919 | Theodore "T.R." Jr. 1858–1919 |                       |                       |                              |                              |                      |                                     | Anna "Bamie/Bye" 1855–1931              | Anna "Bamie/Bye" 1855–1931              |                               |                               | Elliott Bulloch 1860–1894 | Elliott Bulloch 1860–1894 | Corinne 1861–1933                                      | Corinne 1861–1933                                      | Cornelius 1847–1902     | Cornelius 1847–1902     | James West 1858–1896 | James West 1858–1896 | Hilborne 1849–1886 | Hilborne 1849–1886     | William Emlen 1857–1930 | William Emlen 1857–1930    | Henry Latrobe 1879–1936    | Henry Latrobe 1879–1936    |                             |                             |
|                     |                          |                          |                      |                       |                       |                               |                               |                       |                       |                              |                              |                      |                                     |                                         |                                         |                               |                               |                           |                           |                                                        |                                                        |                         |                         |                      |                      |                    |                        |                         |                            |                            |                            |                             |                             |
|                     |                          |                          |                      |                       |                       |                               |                               |                       |                       |                              |                              |                      |                                     |                                         |                                         |                               |                               |                           |                           |                                                        |                                                        |                         |                         |                      |                      |                    |                        |                         |                            |                            |                            |                             |                             |
| Alice Lee 1884-1980 | Alice Lee 1884-1980      | Kermit Sr. 1889-1943     | Kermit Sr. 1889-1943 | Ethel Carow 1891-1977 | Ethel Carow 1891-1977 | Archibald Sr. 1894-1979       | Archibald Sr. 1894-1979       |                       |                       | Theodore "Ted" III 1887-1944 | Theodore "Ted" III 1887-1944 | Quentin 1897-1918    | Quentin 1897-1918                   | William Sheffield Cowles, Jr. 1898-1986 | William Sheffield Cowles, Jr. 1898-1986 | Elliott Bulloch Jr. 1889-1893 | Elliott Bulloch Jr. 1889-1893 | Gracie Hall 1891-1941     | Gracie Hall 1891-1941     | Anna Eleanor Roosevelt 1884–1962 ⚭ Franklin Delano Sr. | Anna Eleanor Roosevelt 1884–1962 ⚭ Franklin Delano Sr. | Andre 1879–1962         | Andre 1879–1962         | Nicholas 1893–1982   | Nicholas 1893–1982   |                    | George Emlen 1887–1963 | George Emlen 1887–1963  | Philip James Sr. 1892–1941 | Philip James Sr. 1892–1941 |                            |                             |                             |
|                     |                          |                          |                      |                       |                       |                               |                               |                       |                       |                              |                              |                      |                                     |                                         |                                         |                               |                               |                           |                           |                                                        |                                                        |                         |                         |                      |                      |                    |                        |                         |                            |                            |                            |                             |                             |
|                     |                          |                          |                      |                       |                       |                               |                               |                       |                       |                              |                              |                      |                                     |                                         |                                         |                               |                               |                           |                           |                                                        |                                                        |                         |                         |                      |                      |                    |                        |                         |                            |                            |                            |                             |                             |
|                     | Joseph William 1918-2008 | Joseph William 1918-2008 | Kermit Jr. 1916-2000 | Kermit Jr. 1916-2000  |                       | Archibald Jr. 1918-1990       | Archibald Jr. 1918-1990       | Theodore IV 1914-2001 | Theodore IV 1914-2001 |                              | Quentin II 1919-1948         | Quentin II 1919-1948 | Cornelius Van Schaack III 1915-1991 | Cornelius Van Schaack III 1915-1991     |                                         |                               |                               |                           |                           |                                                        |                                                        |                         |                         |                      |                      |                    |                        |                         |                            |                            |                            |                             |                             |
|                     |                          |                          |                      |                       |                       |                               |                               |                       |                       |                              |                              |                      |                                     |                                         |                                         |                               |                               |                           |                           |                                                        |                                                        |                         |                         |                      |                      |                    |                        |                         |                            |                            |                            |                             |                             |
|                     |                          |                          |                      |                       |                       |                               |                               |                       |                       |                              |                              |                      |                                     |                                         |                                         |                               |                               |                           |                           |                                                        |                                                        |                         |                         |                      |                      |                    |                        |                         |                            |                            |                            |                             |                             |
|                     |                          | Mark 1955                | Mark 1955            | Kermit III            | Kermit III            | Tweed 1942                    | Tweed 1942                    | Theodore V 1942       | Theodore V 1942       | Anna Curtenius               | Anna Curtenius               | Susan                | Susan                               |                                         |                                         |                               |                               |                           |                           |                                                        |                                                        |                         |                         |                      |                      |                    |                        |                         |                            |                            |                            |                             |                             |
|                     |                          |                          |                      |                       |                       |                               |                               |                       |                       |                              |                              |                      |                                     |                                         |                                         |                               |                               |                           |                           |                                                        |                                                        |                         |                         |                      |                      |                    |                        |                         |                            |                            |                            |                             |                             |
|                     |                          |                          |                      |                       |                       |                               |                               |                       |                       |                              |                              |                      |                                     |                                         |                                         |                               |                               |                           |                           |                                                        |                                                        |                         |                         |                      |                      |                    |                        |                         |                            |                            |                            |                             |                             |
|                     |                          |                          |                      | Kermit IV 1971        | Kermit IV 1971        |                               |                               | Theodore VI 1976      | Theodore VI 1976      |                              |                              |                      |                                     |                                         |                                         |                               |                               |                           |                           |                                                        |                                                        |                         |                         |                      |                      |                    |                        |                         |                            |                            |                            |                             |                             |

### ramo di Hyde Park
|                    |                    |                               |                               |                    |                    |                        |                        |                  |                  |                             |                             |                 |                 |                      |                      |                               |                               |                          |                                                        |                                                        |                             |                             |       |                                  |                                  |                            |                            |                                  |                                  |           |           |                |                            |                            |                        |                        |                    |                                      |                                      |                         |                        |                          |                          |                        |                        |               |                                      |                                      |                |             |             |
|                    |                    |                               |                               |                    |                    |                        |                        |                  |                  |                             |                             |                 |                 |                      |                      |                               |                               |                          |                                                        |                                                        |                             |                             |       |                                  |                                  |                            |                            |                                  |                                  |           |           |                |                            |                            |                        |                        |                    |                                      |                                      | James Jacobus 1692-1776 |                        |                          |                          |                        |                        |               |                                      |                                      |                |             |             |
|                    |                    |                               |                               |                    |                    |                        |                        |                  |                  |                             |                             |                 |                 |                      |                      |                               |                               |                          |                                                        |                                                        |                             |                             |       |                                  |                                  |                            |                            |                                  |                                  |           |           |                |                            |                            |                        |                        |                    |                                      |                                      |                         |                        |                          |                          |                        |                        |               |                                      |                                      |                |             |             |
|                    |                    |                               |                               |                    |                    |                        |                        |                  |                  |                             |                             |                 |                 |                      |                      |                               |                               |                          |                                                        |                                                        |                             |                             |       |                                  |                                  |                            |                            |                                  |                                  |           |           |                |                            |                            |                        |                        |                    |                                      |                                      |                         |                        |                          |                          |                        |                        |               |                                      |                                      |                |             |             |
|                    |                    |                               |                               |                    |                    |                        |                        |                  |                  |                             |                             |                 |                 |                      |                      |                               |                               |                          |                                                        |                                                        |                             |                             |       |                                  |                                  |                            |                            |                                  |                                  |           |           |                |                            | Isaac II 1726–1794         | Isaac II 1726–1794     |                        |                    |                                      |                                      | Christopher 1739        | Christopher 1739       |                          |                          |                        |                        |               | Helena 1719-1772                     | Helena 1719-1772                     |                |             |             |
|                    |                    |                               |                               |                    |                    |                        |                        |                  |                  |                             |                             |                 |                 |                      |                      |                               |                               |                          |                                                        |                                                        |                             |                             |       |                                  |                                  |                            |                            |                                  |                                  |           |           |                |                            |                            |                        |                        |                    |                                      |                                      |                         |                        |                          |                          |                        |                        |               |                                      |                                      |                |             |             |
|                    |                    |                               |                               |                    |                    |                        |                        |                  |                  |                             |                             |                 |                 |                      |                      |                               |                               |                          |                                                        |                                                        |                             |                             |       |                                  |                                  |                            |                            |                                  |                                  |           |           |                |                            |                            |                        |                        |                    |                                      |                                      |                         |                        |                          |                          |                        |                        |               |                                      |                                      |                |             |             |
|                    |                    |                               |                               |                    |                    |                        |                        |                  |                  |                             |                             |                 |                 |                      |                      |                               |                               |                          |                                                        |                                                        |                             |                             |       |                                  |                                  |                            |                            |                                  |                                  |           |           |                |                            | Jacobus III 1760–1847      | Jacobus III 1760–1847  |                        |                    |                                      |                                      | James Christopher 1770  | James Christopher 1770 |                          |                          |                        |                        |               | Charlotte Amelia Barclay 1760-1778   | Charlotte Amelia Barclay 1760-1778   |                |             |             |
|                    |                    |                               |                               |                    |                    |                        |                        |                  |                  |                             |                             |                 |                 |                      |                      |                               |                               |                          |                                                        |                                                        |                             |                             |       |                                  |                                  |                            |                            |                                  |                                  |           |           |                |                            |                            |                        |                        |                    |                                      |                                      |                         |                        |                          |                          |                        |                        |               |                                      |                                      |                |             |             |
|                    |                    |                               |                               |                    |                    |                        |                        |                  |                  |                             |                             |                 |                 |                      |                      |                               |                               |                          |                                                        |                                                        |                             |                             |       |                                  |                                  |                            |                            |                                  |                                  |           |           |                |                            |                            |                        |                        |                    |                                      |                                      |                         |                        |                          |                          |                        |                        |               |                                      |                                      |                |             |             |
|                    |                    |                               |                               |                    |                    |                        |                        |                  |                  |                             |                             |                 |                 |                      |                      |                               |                               |                          |                                                        |                                                        |                             |                             |       |                                  |                                  |                            |                            |                                  |                                  |           |           |                | Grace ⚭ Guy Carlton Bayley | Grace ⚭ Guy Carlton Bayley | Isaac Daniel 1790-1863 | Isaac Daniel 1790-1863 |                    |                                      |                                      |                         |                        |                          |                          |                        |                        |               | Guy Carlton Bayley ⚭ Grace Roosevelt | Guy Carlton Bayley ⚭ Grace Roosevelt |                |             |             |
|                    |                    |                               |                               |                    |                    |                        |                        |                  |                  |                             |                             |                 |                 |                      |                      |                               |                               |                          |                                                        |                                                        |                             |                             |       |                                  |                                  |                            |                            |                                  |                                  |           |           |                |                            |                            |                        |                        |                    |                                      |                                      |                         |                        |                          |                          |                        |                        |               |                                      |                                      |                |             |             |
|                    |                    |                               |                               |                    |                    |                        |                        |                  |                  |                             |                             |                 |                 |                      |                      |                               |                               |                          |                                                        |                                                        |                             |                             |       |                                  |                                  |                            |                            |                                  |                                  |           |           |                |                            |                            |                        |                        |                    |                                      |                                      |                         |                        |                          |                          |                        |                        |               |                                      |                                      |                |             |             |
|                    |                    |                               |                               |                    |                    |                        |                        |                  |                  |                             |                             |                 |                 |                      |                      |                               |                               |                          |                                                        |                                                        |                             |                             |       |                                  |                                  |                            |                            | James 1828-1900 ⚭ Sara Roosevelt | James 1828-1900 ⚭ Sara Roosevelt |           |           |                |                            |                            |                        |                        |                    |                                      |                                      |                         |                        | John Aspinwall 1840-1909 | John Aspinwall 1840-1909 | James Bayley 1814-1877 | James Bayley 1814-1877 | Carlon Bayley | Carlon Bayley                        | William Bayley                       | William Bayley | Maria Eliza | Maria Eliza |
|                    |                    |                               |                               |                    |                    |                        |                        |                  |                  |                             |                             |                 |                 |                      |                      |                               |                               |                          |                                                        |                                                        |                             |                             |       |                                  |                                  |                            |                            |                                  |                                  |           |           |                |                            |                            |                        |                        |                    |                                      |                                      |                         |                        |                          |                          |                        |                        |               |                                      |                                      |                |             |             |
|                    |                    |                               |                               |                    |                    |                        |                        |                  |                  |                             |                             |                 |                 |                      |                      |                               |                               |                          |                                                        |                                                        |                             |                             |       |                                  |                                  |                            |                            |                                  |                                  |           |           |                |                            |                            |                        |                        |                    |                                      |                                      |                         |                        |                          |                          |                        |                        |               |                                      |                                      |                |             |             |
|                    |                    |                               |                               |                    |                    |                        |                        |                  |                  |                             |                             |                 |                 |                      |                      |                               |                               |                          | Franklin Delano Sr. 1882–1945 ⚭ Anna Eleanor Roosevelt | Franklin Delano Sr. 1882–1945 ⚭ Anna Eleanor Roosevelt |                             |                             |       |                                  |                                  |                            |                            |                                  |                                  |           |           |                |                            |                            |                        |                        |                    | James Roosevelt "Rosey" 1854-1927    | James Roosevelt "Rosey" 1854-1927    |                         | Grace Walton           | Grace Walton             | Ellen Crosby 1868-1954   | Ellen Crosby 1868-1954 |                        |               |                                      |                                      |                |             |             |
|                    |                    |                               |                               |                    |                    |                        |                        |                  |                  |                             |                             |                 |                 |                      |                      |                               |                               |                          |                                                        |                                                        |                             |                             |       |                                  |                                  |                            |                            |                                  |                                  |           |           |                |                            |                            |                        |                        |                    |                                      |                                      |                         |                        |                          |                          |                        |                        |               |                                      |                                      |                |             |             |
|                    |                    |                               |                               |                    |                    |                        |                        |                  |                  |                             |                             |                 |                 |                      |                      |                               |                               |                          |                                                        |                                                        |                             |                             |       |                                  |                                  |                            |                            |                                  |                                  |           |           |                |                            |                            |                        |                        |                    |                                      |                                      |                         |                        |                          |                          |                        |                        |               |                                      |                                      |                |             |             |
|                    |                    | Franklin Delano Jr. 1909–1909 | Franklin Delano Jr. 1909–1909 | Elliott 1910–1990  | Elliott 1910–1990  |                        |                        |                  |                  |                             |                             |                 |                 |                      |                      | Franklin Delano Jr. 1914–1988 | Franklin Delano Jr. 1914–1988 |                          |                                                        |                                                        | John Aspinwall II 1916–1981 | John Aspinwall II 1916–1981 |       |                                  |                                  | Anna Eleanor 1906–1975     | Anna Eleanor 1906–1975     |                                  |                                  |           |           |                |                            |                            |                        | James II 1907–1991     | James II 1907–1991 | James Roosevelt "Tadd" Jr. 1879-1958 | James Roosevelt "Tadd" Jr. 1879-1958 | Russell Clark           | Russell Clark          | Roosevelt Clark          | Roosevelt Clark          |                        |                        |               |                                      |                                      |                |             |             |
|                    |                    |                               |                               |                    |                    |                        |                        |                  |                  |                             |                             |                 |                 |                      |                      |                               |                               |                          |                                                        |                                                        |                             |                             |       |                                  |                                  |                            |                            |                                  |                                  |           |           |                |                            |                            |                        |                        |                    |                                      |                                      |                         |                        |                          |                          |                        |                        |               |                                      |                                      |                |             |             |
|                    |                    |                               |                               |                    |                    |                        |                        |                  |                  |                             |                             |                 |                 |                      |                      |                               |                               |                          |                                                        |                                                        |                             |                             |       |                                  |                                  |                            |                            |                                  |                                  |           |           |                |                            |                            |                        |                        |                    |                                      |                                      |                         |                        |                          |                          |                        |                        |               |                                      |                                      |                |             |             |
| Ruth Chandler 1934 | Ruth Chandler 1934 | William Donner 1931-2003      | William Donner 1931-2003      | David Boynton 1942 | David Boynton 1942 | Livingston Delano 1962 | Livingston Delano 1962 | Elliott Jr. 1936 | Elliott Jr. 1936 | Christopher du Pon 1941     | Christopher du Pon 1941     |                 | Nancy Ireland   | Nancy Ireland        |                      | Franklin Delano III 1938      | Franklin Delano III 1938      | Franklin Delano III 1938 | Franklin Delano III 1938                               | John A.                                                | John A.                     | Laura                       | Laura | Anna Eleanor Roosevelt Dall 1927 | Anna Eleanor Roosevelt Dall 1927 | Curtis Roosevelt Dall 1930 | Curtis Roosevelt Dall 1930 | John Roosevelt Boettiger 1939    | John Roosevelt Boettiger 1939    | Kate 1936 | Kate 1936 | James III 1945 | James III 1945             | Hall Delano 1959           | Hall Delano 1959       | Rebecca Mary 1971      | Rebecca Mary 1971  | Michael Anthony 1946                 | Michael Anthony 1946                 | Anna Eleanor 1948       | Anna Eleanor 1948      | Sara Delano 1932         | Sara Delano 1932         |                        |                        |               |                                      |                                      |                |             |             |
|                    |                    |                               |                               |                    |                    |                        |                        |                  |                  |                             |                             |                 |                 |                      |                      |                               |                               |                          |                                                        |                                                        |                             |                             |       |                                  |                                  |                            |                            |                                  |                                  |           |           |                |                            |                            |                        |                        |                    |                                      |                                      |                         |                        |                          |                          |                        |                        |               |                                      |                                      |                |             |             |
|                    |                    |                               |                               |                    |                    |                        |                        |                  |                  |                             |                             |                 |                 |                      |                      |                               |                               |                          |                                                        |                                                        |                             |                             |       |                                  |                                  |                            |                            |                                  |                                  |           |           |                |                            |                            |                        |                        |                    |                                      |                                      |                         |                        |                          |                          |                        |                        |               |                                      |                                      |                |             |             |
|                    |                    |                               |                               |                    |                    |                        |                        | Kate 1969        | Kate 1969        | Christopher Havermeyer 1972 | Christopher Havermeyer 1972 | Emily 1969-2010 | Emily 1969-2010 | Nicholas Martin 1966 | Nicholas Martin 1966 | Phoebe Louisa 1965            | Phoebe Louisa 1965            | Amelia Roosevelt 1966    | Amelia Roosevelt 1966                                  |                                                        |                             |                             |       |                                  |                                  |                            |                            |                                  |                                  |           |           |                |                            |                            |                        |                        |                    |                                      |                                      |                         |                        |                          |                          |                        |                        |               |                                      |                                      |                |             |             |

## Membri
- Nicholas Roosevelt, (1658–1742)
  - Nicholas Roosevelt (n. 1687), orafo
    - Nicholas Roosevelt (n. c. 1715), miliziano primo tenente della guerra d'indipendenza americana
      - Nicholas Roosevelt (n. 1758), membro della New York State Assembly dalla Warren County[4]

  - Johannes Roosevelt (1689–1750), capo del ramo di Oyster Bay
  - James Jacobus Roosevelt (1692–1776), capo del ramo di Hyde Park

### Roosevelt di Oyster Bay
- Johannes Roosevelt (1689–1750), capo del ramo di Oyster Bay
  - Nicholas Roosevelt (b. 1717), mercante
    - Nicholas Roosevelt (n. 1747)

  - Cornelius Roosevelt (n. 1731), aldermanno della città di New York
    - Elbert Roosevelt (1767–1857)
      - Clinton Roosevelt (1804–1898), riformatore economico del Partito Democratico

  - Jacobus Roosevelt (1724–1777)
    - Nicholas Roosevelt (1767–1854)
      - Samuel Roosevelt (1813–1878)
        - Nicholas Latrobe Roosevelt (1847–1892)
          - Henry Latrobe Roosevelt (1879–1936), Assistant Secretary of the U.S. Navy

        - Samuel Montgomery Roosevelt (1858–1920), noto ritrattista

    - James Jacobus Roosevelt (1759–1840), fondatore della Bank of New York, s. Maria Van Schaack
      - Cornelius Van Schaack Roosevelt, Sr. (1794–1871)
        - Silas Weir Roosevelt (1823–1870)
          - Cornelius Roosevelt (1847–1902), s. Anais Julia Carmencita Piorkque (1848–1941), s. Anastacia Anderpoll (1879–1962)
            - Andre Roosevelt (1879–1962), regista, s. Adelheid Lange (1879–1962), scultrice
            - Hilda Roosevelt (date sconosciute), cantante lirica parigina

          - Hilborne Roosevelt, (1849–1886), costruttore di organi pioniere
          - James West Roosevelt, (1858–1896), medico
            - Nicholas Roosevelt (1893–1982), diplomatico e giornalista statunitense

        - James Alfred Roosevelt (1825–1898), banchiere
          - William Emlen Roosevelt (1857–1930), banchiere e telegrafo esecutivo
            - George Emlen Roosevelt (1887–1963), banchiere e filantropo
              - Julian Roosevelt (1924–1986), Medaglia d'oro olimpica e membro del Comitato Olimpico Internazionale

            - Philip James Roosevelt, Sr. (1892–1941), capitano dell'esercito statunitense durante la prima guerra mondiale e banchiere
              - Philip James Roosevelt, Jr. (1928–1998), consulente di investimento

        - Cornelius Van Schaack Roosevelt, Jr.
        - Robert Barnwell Roosevelt (1829–1906), conservazionista
        - Theodore Roosevelt Sr. (1831–1878), s. Martha "Mittie" Bulloch
          - Anna "Bamie/Bye" Roosevelt (1855–1931), s. William Sheffield Cowles, Sr.
            - William Sheffield Cowles, Jr. (1898—1986)

          - Theodore "T.R." Roosevelt, Jr. (1858–1919), s. Alice Hathaway Lee, s. Edith Kermit Carow, Assistant Secretary of the U.S. Navy, Governatore di New York, Vicepresidente degli Stati Uniti d'America, e Presidente degli Stati Uniti d'America
            - Alice Lee Roosevelt (1884–1980), s. Nicholas Longworth IV
              - Paulina Longworth (1925–1957) (figlia avuta da William Edgar Borah), s. Alexander McCormick Sturm
                - Joanna Mercedes Alessandra Sturm (b. 1946)
                  - Alice Roosevelt Sturm (b. 1987) (figlia dal rapporto con Robert Hellman)

            - Theodore "Ted" Roosevelt III (1887–1944), s. Eleanor Butler Alexander
              - Theodore Roosevelt IV (1914–2001), s. Anne Mason Babcock
                - Theodore Roosevelt V (n. 1942), s. Constance Lane Rogers
                  - Theodore Roosevelt VI (n. 1976), s. Serena Clare Torrey

              - Cornelius Van Schaack Roosevelt III (1915–1991)
              - Quentin Roosevelt II (1919–1948)
                - Anna Curtenius Roosevelt, premiata archeologa
                - Susan Roosevelt, s. William Weld

            - Kermit Roosevelt, Sr. (1889–1943), s. Belle Wyatt Willard
              - Kermit Roosevelt, Jr. (1916–2000),s. Mary Lowe Gaddis
                - Kermit Roosevelt III
                  - Kermit Roosevelt IV (n. 1971)

                - Template:Tree list/final branch Mark Roosevelt (n. 1955), Presidente dell'Antioch College

              - Template:Tree list/final branch Joseph Willard Roosevelt (1918–2008), pianista e compositore

            - Ethel Carow Roosevelt (1891–1977), s. Richard Derby
            - Archibald Bulloch "Archie" Roosevelt, Sr. (1894–1979), s. Grace Lockwood, mediatore di obbligazioni municipali
              - Template:Tree list/final branch Archibald Bulloch Roosevelt, Jr. (1918–1990), s. Katherine Tweed, ufficiale della CIA
                - Template:Tree list/final branch Tweed Roosevelt (n. 1942), imprenditore

            - Template:Tree list/final branch Quentin Roosevelt I (1897–1918)

          - Elliott Bulloch Roosevelt (1860–1894), s. Anna Rebecca Hall
            - Anna Eleanor Roosevelt (1884–1962), politica, First Lady degli Stati Uniti, delegato alle nazioni Unite, s. Franklin Delano Roosevelt, Sr.
            - Elliott Bulloch Roosevelt, Jr. (1889–1893)
            - Template:Tree list/final branchGracie Hall Roosevelt (1891–1941), s. Margaret Richardson, s. Dorothy Kemp

          - Template:Tree list/final branchCorinne Roosevelt (1861–1933), s. Douglas Robinson, poeta, docente, e oratore
            - Theodore Douglas Robinson (1883–1934) s. Helen Rebecca Roosevelt
            - Corinne Douglas Robinson (1886–1971), due volte eletta alla Camera dei rappresentanti del Connecticut, s. Joseph Wright Alsop IV
              - Joseph Wright Alsop V (1910–1989), giornalista
              - Corinne Roosevelt Alsop (1912–1997)
              - Stewart Johonnot Oliver Alsop, Sr. (1914–1974), analista politico
                - Joseph Wright Alsop VI
                - Ian Alsop
                - Elizabeth Winthrop Alsop, autrice di libri per l'infanzia,
                - Stewart Johonnot Oliver Alsop, Jr. investitore e opinionista
                - Richard Nicholas Alsop missionario con FamilyLife
                - Template:Tree list/final branchAndrew Alsop.

              - Template:Tree list/final branchJohn deKoven Alsop (1915–2000)

            - Monroe Douglas Robinson (1887–1944)
            - Template:Tree list/final branchStewart Douglas Robinson (1889–1909), suicida gettandosi dalla finestra del suo dormitorio del college dopo una festa.

      - James John Roosevelt (1795–1875), politico, imprenditore e giurista
      - Template:Tree list/final branchWilliam Henry Roosevelt (1806–1869), politico

### Roosevelt di Hyde Park
- James Jacobus Roosevelt (1692–1776), s. Catharina Hardenbroek, capo del ramo di Hyde Park
  - Helena Roosevelt (1719–1772), s. Andrew Barclay
    - Charlotte Amelia Barclay (1760-1778), s. Richard Bayley
      - Guy Carlton Bayley, s. Grace Roosevelt (lei stessa una nipote di Isaac Roosevelt II)
        - James Roosevelt Bayley (1814-1877), Vescovo di Newark e Arcivescovo di Baltimora
        - Carlton Bayley
        - William Bayley
        - Template:Tree list/final branchMaria Eliza Bayley

  - Christopher Roosevelt (b. 1739)
    - Template:Tree list/final branch James Christopher Roosevelt (1770)
      - Template:Tree list/final branch James Henry Roosevelt (1800–1863), fondatore del Roosevelt Hospital

  - Template:Tree list/final branchIsaac Roosevelt II (1726–1794), mercante, cofondatore della Bank of New York, politico Federalista, servì nella New York State Assembly e nella New York Constitutional Convention, s. Cornelia Hoffman
    - Template:Tree list/final branch Jacobus Roosevelt (1760–1847)
      - Grace Roosevelt, s. Guy Carlton Bayley (egli stesso un nipote di Andrew Barclay e Helena Roosevelt)
        - James Roosevelt Bayley (1814–1877), Vescovo di Newark e Arcivescovo di Baltimora
        - Carlton Bayley
        - William Bayley
        - Template:Tree list/final branchMaria Eliza Bayley

      - Template:Tree list/final branchIsaac Daniel Roosevelt (1790–1863) s. Mary Rebecca Aspinwall
        - James Roosevelt (1828–1900), s. Rebecca Howland, s. Sara Ann Delano
          - James Roosevelt "Rosey" Roosevelt (1854–1927) m. Helen Schermerhorn Astor
            - Template:Tree list/final branch James Roosevelt "Tadd" Roosevelt, Jr. (1879–1958)

          - Template:Tree list/final branchFranklin Delano Roosevelt (1882–1945), s. Anna Eleanor Roosevelt, Assistant Secretary of the U.S. Navy, Governatore di New York e Presidente degli Stati Uniti d'America
            - Anna Eleanor Roosevelt (1906–1975), s Curtis Bean Dall, s. 2nd Clarence John Boettiger, s. 3rd Dr. James Addison Halsted
              - Anna Eleanor Roosevelt Dall (n. 1927)
              - Curtis Roosevelt Dall (n. 1930)
              - Template:Tree list/final branch John Roosevelt Boettiger (n. 1939)

            - James Roosevelt II (1907–1991), s Betsy Cushing, s. Romelle Schneider, s Irene Owens, s Mary Winskill
              - Sara Delano Roosevelt, (n. 1932)
              - Kate Roosevelt (b. 1936)
              - James Roosevelt III (n. 1945), avvocato e funzionario del Partito Democratico
              - Michael Anthony Roosevelt (n. 1946)
              - Anna Eleanor Roosevelt (n. 1948)
              - Hall Delano Roosevelt (n. 1959)
              - Template:Tree list/final branchRebecca Mary Roosevelt (n., 1971)

            - Elliott Roosevelt, Sr. (1910–1990), ufficiale dell'United States Army Air Forces e autore, s. Emily Browning Donner, s. Ruth Josephine Googins, s. Faye Margaret Emerson, s. Minnewa Bell, s. Patricia Peabody
              - William Donner Roosevelt (1931–2003), banchiere e filantropo
              - Ruth Chandler Roosevelt (n. 1934)
              - Elliott Roosevelt Jr. (n. 1936), petroliere del Texas[5]
              - David Boynton Roosevelt (n. 1942)
              - Template:Tree list/final branchLivingston Delano Roosevelt (n. 1962, morì nell'infanzia)

            - Franklin Delano Roosevelt, Jr., avvocato, politico, e imprenditore (1914–1988), s Ethel du Pont, s. Suzanne Perrin, s. Felicia Schiff Warburg Sarnoff, s, Patricia Luisa Oakes, s. Linda McKay Stevenson Weicker
              - Franklin Delano Roosevelt III (n. 1938), economista, s. Grace R. Goodyear
                - Phoebe Louisa Roosevelt (n. 1965)
                - Nicholas Martin Roosevelt (n. 1966) (gemello)
                - Template:Tree list/final branch Amelia Roosevelt (n. 1966) (gemella)

              - Christopher du Pont Roosevelt (n. 1941) s. Rosalind Havemeyer avvocato e membro del Roosevelt Campobello International Park Commission
                - Christopher Havermeyer Roosevelt (n. 1972)
                - Emily Roosevelt (1969–2010)
                - Template:Tree list/final branch Kate Roosevelt (n. 1969)

              - John A. Roosevelt
              - Nancy Roosevelt Ireland
              - Template:Tree list/final branchLaura Roosevelt

            - John Aspinwall Roosevelt II (1916–1981), s. Anne Lindsay Clark

        - John Aspinwall Roosevelt (1840–1909), s. Ellen Murray Crosby
          - Grace Walton Roosevelt, tennista, s. Appleton LeSure Clark
            - Russell Clark
            - Roosevelt Clark

          - Ellen Crosby Roosevelt (1868–1954), campionessa di tennis